# Neklasificirani južnobantoidski jezici
Neklasificirani južnobantoidski jezici (privatni kod: usbd), jezici južnobantoidske grane bantoidskih jezika koji nisu podklasificirani nijednoj posebnoj skupini. Untar nje ovakvih je šest jezika:
- Bikya ili furu [byb] (Kamerun), 1 (Breton 1986), sada je možda već izumro
- Bishuo ili Biyam, Furu [bwh] (Kamerun), 1 (Breton 1986). Sada je možda već izumro
- Borna ili Eborna [bxx] (DR Kongo). Ne postoji kaže J. Ellington (1982) ili je možda isti kao boma [boh].
- Busuu ili Awa, Furu [bju] (Kamerun), 8 (Breton 1986).
- Buya ili Ibuya [byy] (DR Kongo), 13.000 (2002).
- Moingi [mwz] (DR Kongo), 4.200 (2002).

Nekada se kao neklasificirani južnobantoidski jezik vodio i jezik Ndendeule [dne] koji je sada podklasificiran u matumbi (P.10). Drugi jezik koji se također vodio kao neklasificiran je mungong (sa sada povučenim kodom [xmn]), a danas se smatra dijalektom jezika ncane [ncr], beboidska skupina

## Vanjske poveznice
- Ethnologue (15th)